# Гора Коробейникова
Гора Коробе́йникова (рос. Гора Коробейникова) — присілок у складі Махньовського міського округу Свердловської області.
Населення — 13 осіб (2010, 24 у 2002).
Національний склад населення станом на 2002 рік: росіяни — 96 %.